# Campo Redondo
Campo Redondo là một đô thị thuộc bang Rio Grande do Norte, Brasil. Đô thị này có diện tích 213,729 km², dân số năm 2007 là 9029 người, mật độ 42,5 người/km².